# King Features Syndicate
 (транскр.  Кинг фичерс синдикат) је америчко предузеће за производњу и продају стрипова и других садржаја дневним и другим листовима. Основано је 1915. године и до данас је задржало једно од водећих места у овој тржишној ниши на свету. 
У власништву је медијске компаније Hearst и објављује око 150 стрипова, новинских колумни, ангажованих карикатура, слагалица и игрица у око 5.000 новина широм света. 

## Стрипови и лиценце
Поред продаје другим издавачима, King Features је покушао и да самостално издаје стрипове преко свог предузећа King Comics 1966. године. Годину и по дана су објављивали паралелно седам наслова (Редов Били, Блонди, Флаш Гордон, Џим из џунгле, Мандрак, Фантом и Попај). Од анимираних ликова лиценцирали су Бети Буп и Попаја.
Данас предузеће синдикализује, између осталих садржаја, и 65 дневних стрипова, међу којима су и наслови добро познати српској публици: Чудесни Човек-Паук, Стан 3-Г, Редов Били, Блонди, Денис Напаст, Флаш Гордон, Хогар Страшни, Аца и Маца (Hi and Lois), Бим и Бум, Мандрак Мађионичар, Фантом, Попај и Принц Валијант.
Бројни српски листови и издавачи су од од 1930-их па до данас објављивали стрипове King Features-а: Политикин Забавник, Политика, Вечерње новости, Дечје новине, Мика Миш, Стрипотека...